# هشام الصیفی
هشام الصیفی (انگلیسی: Hichem Essifi؛ زادهٔ ۲۷ فوریهٔ ۱۹۸۷) بازیکن فوتبال اهل تونس است.
از باشگاه‌هایی که در آن بازی کرده‌است می‌توان به باشگاه فوتبال المپیک باجی، باشگاه فوتبال القیروانیه، باشگاه فوتبال الجرجیسی، و باشگاه فوتبال آفریقایی اشاره کرد.
وی همچنین در تیم ملی فوتبال تونس بازی کرده‌است.